# V osztályú amerikai tengeralattjáró
A V osztályú tengeralattjárókat az Amerikai Egyesült Államok Haditengerészete használta az 1920-as évektől a második világháború befejezéséig, főként a csendes-óceáni hadszíntéren.

## Megrendelés
Az első világháború alatt, 1916-ban az amerikai kongresszus hozzájárult 58 part menti és kilenc úgynevezett flottatengeralattjáró megépítéséhez. Az elvárás az volt az utóbbiakkal szemben, hogy gyorsak, nagy hatótávolságúak legyenek, és tudjanak együttműködni a nagy flottaegységekkel. Ebből a kilenc tengeralattjáróból alakult ki a V osztály. A hajókat 1921 és 1934 között építették, felszerelésük és méretük esetenként jelentősen különbözik.

## V–1, V–2, V–3

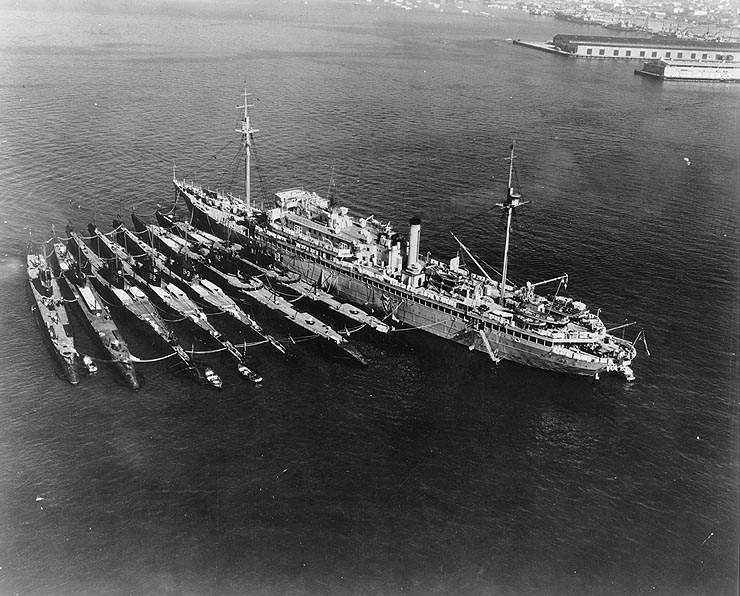
Balról jobbra: a Cachalot, a Dolphin, a Barracuda, a Bass, a Bonita, a Nautilus és Narwhal kiszolgálóhajójuk mellett

Az első három hajót a Kitteryben található hajógyárban, a Portsmouth Navy Yardban építették. A munkák 1921 október-novemberben kezdődtek. A hajók 1924 és 1926 között álltak szolgálatba. Az összes V-hajó közül csak ez a három közelítette meg a haditengerészet által elvárt felszíni sebességet. Az elvárt 21 csomó helyett 18,7 csomó volt az általuk elért maximum, és a víz alatt sem érték el a 9 csomós iramot.

A hajók kifejezetten nagyok, 104 méter hosszúak voltak. Felszíni vízkiszorításuk 2119 tonna, a víz alatti pedig 2506 tonna volt. A meghajtásról két 1680 kilowattos dízelmotor, két 750 kilowattos dízelgenerátor és két 890 kilowattos elektromos motor gondoskodott. A fegyverzet hat torpedóvető csőből – négy elöl, kettő hátul – és egy 127 milliméteres fedélzeti lövegből állt. Mivel kiderült, hogy a hajóknak túl nehéz az orruk, 76,2 milliméteres ágyúra cserélték a fedélzeti fegyvert.
1931-ben mindhárom tengeralattjárót átnevezték: a V–1-ből lett a Barracuda, a V–2-ből a Bass, a V–3-ból pedig a Bonita. 1937-ben leszerelték, majd 1940 szeptemberében ismét szolgálatba állították őket. A Pearl Harbor elleni japán támadás előtt a Panama-csatorna közelébe vezényelték őket, azzal a feladattal, hogy megvédjék az amerikai kontinenst átvágó vízi utat.
1942-1943 fordulóján mindhármat szállító-tengeralattjáróvá alakították át Philadelphiában a torpedócsövek és a fő meghajtó kiszerelésével. Az átalakítások nem sikerültek megfelelően, ezért a búvárhajók nem tudták ellátni tervezett feladatukat, így kiképzési célokat szolgáltak a háború végéig New Londonnál. Leszerelésük után a Barracudát és a Bonitát feldarabolták, a Basst pedig elsüllyesztették a Block-szigetnél, hogy célpontként szolgáljon a szonárkiképzéseken.

## V–4
A V–4-es a nukleáris tengeralattjárók előtti legnagyobb búvárhajó volt, az egyetlen, amelyet aknatelepítésre terveztek az amerikaiak. Építését, majd az őt követő két tengeralattjáró elkészítését is az egyre valószínűsödő amerikai-japán tengerészeti összecsapás indokolta. A haditengerészet szükségét látta nagy hatótávolságú búvárhajóknak, amelyek több funkciót is el tudnak látni: aknát telepítenek, vadásznak az ellenségre, felderítenek.
A V–4 építése 1925. május 1-jén kezdődött a Portsmouth-ban. A hajót 1927. november 10-én bocsátották vízre, majd 1928. április 2-án vették fel hivatalosan az amerikai haditengerészet kötelékébe. A hajó 1933. február 19-én kapta meg az Argonaut nevet.
Súlya 2710 tonna, merüléskori vízkiszorítása 4164 tonna, hossza 116 méter volt. A felszínen 15 csomóval, a víz alatt 8 csomóval haladt. Háromszáz méter mélyre tudott merülni, fedélzetén nyolc tiszt és nyolcvan matróz szolgált. Fegyverzete négy torpedóvető cső és 16 533 milliméteres torpedó, két aknatelepítő cső, valamint két 153 milliméteres fedélzeti löveg volt. Ikerpropellereit két MAN-motor, vagy két Ridgeway elektromotor hajtotta. Miután a haditengerészet úgy döntött, hogy az Argonaut szállítóhajó lesz, kiszerelték az aknatelepítő csöveket, és az aknák raktárhelyiségeit más célokra alakították át. Részt vett a Makini rajtaütésben, majd 1943. január 10-én Bougainville közelében japán hadihajók elsüllyesztették.

## V–5, V–6

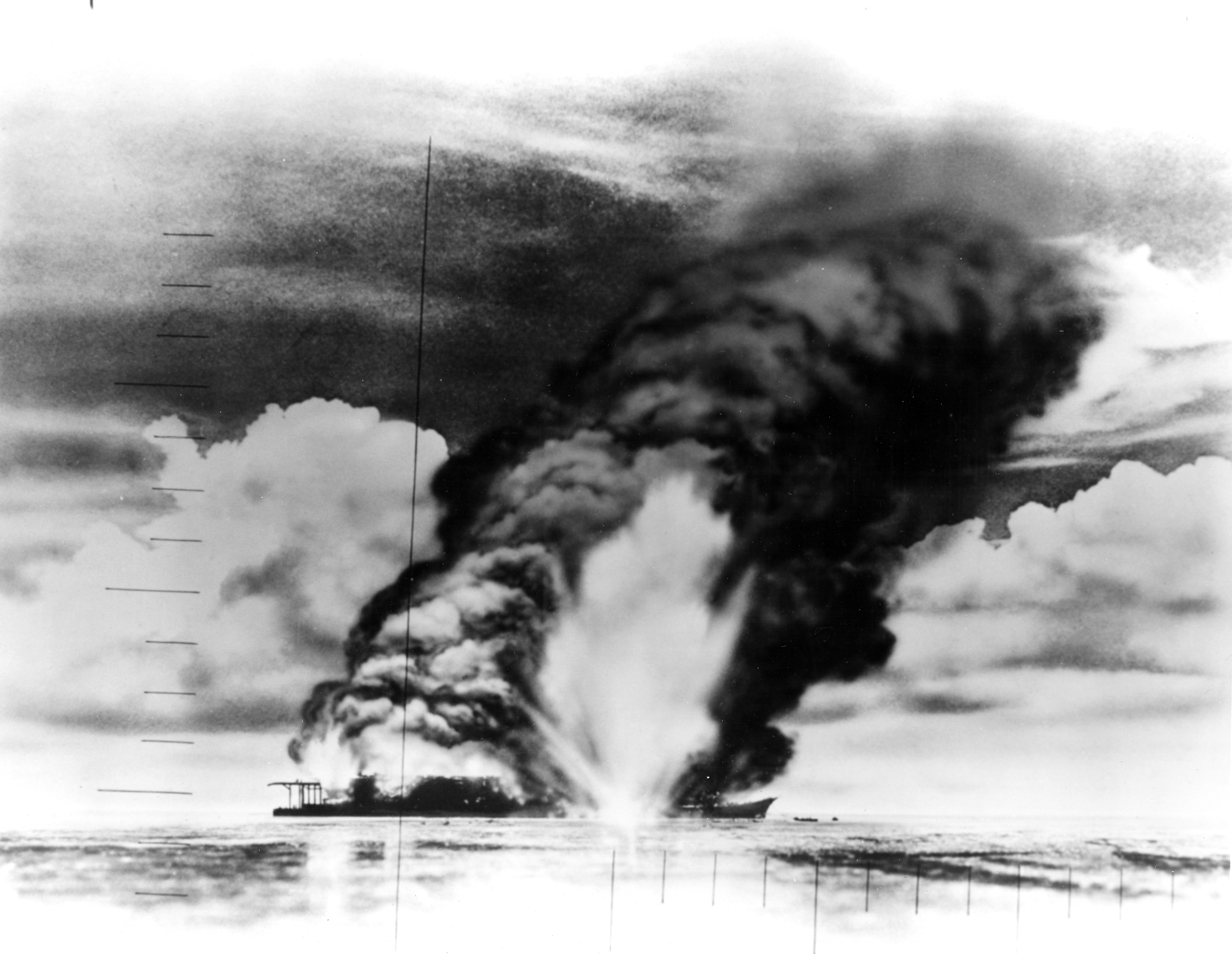
A Nautilius japán hordozót támad a Midwayi csatában

A két hajó hasonlított az Argonautra abban, hogy nagy méretű, nagy hatótávolságú és komoly fegyverzetű volt, mindennek árát azonban alacsony sebességgel kellett megfizetni. Tervezőik eredetileg egy kicsi felderítő repülőgépet is el akartak helyezni egy vízhatlan hangárban a torony mögött. A V–5 és a V–6 egyaránt a kaliforniai Mare-szigeti haditengerészeti gyárban készült. A V–5 és a V–6 építése 1927-ben kezdődött, 1930-ban álltak szolgálatba. A V–5 a Narwhal, a V–6 a Nautilus nevet kapta.
A Narwhal vízkiszorítása a felszínen 2770 tonna, a mélyben 4000 tonna, hossza 106 méter volt. A felszínen 17 csomóval, a víz alatt 8 csomóval haladt. Háromszáz méter mélyre tudott merülni, fedélzetén kilenc tiszt és nyolcvan matróz szolgált. Fegyverzete hat torpedóvető cső és 24 darab 533 milliméteres torpedó, valamint két 153 milliméteres fedélzeti löveg volt. Ikerpropellereit eleinte két MAN-motor, vagy két Ridgeway elektromotor hajtotta. Modernizálásakor két  GM Winton dízelmotort és két Westinghouse elektromotort kapott. A Nautilus felépítése hasonló volt.
Mindkét hajó részt vett a Midwayi csatában. Szolgálatuk alatt 13 japán hajót süllyesztettek el, illetve diverzánsakciókat támogattak a Kuril-szigeteken, a Fülöp-szigeteken és más japán kézen lévő területeken. A Narwhal 15, a Nautilus 14 járőrutat teljesített a háborúban Mindkét hajó túlélte a háborút, 1945 áprilisában és júniusában szerelték le őket.

## V–7
A később Dolphinnek átnevezett V–7 építése 1930. június 14-én kezdődött a Portsmouth-ban, és 1932. június 1-jén állt szolgálatba. Jóval kisebb volt, mint két elődje: hossza 97 méter, szélessége 8,5 méter, felszíni vízkiszorítása 1746 tonna, víz alatti vízkiszorítása pedig 2280 tonna volt. A méretek csökkentése azt szolgálta, hogy megtalálják az egyensúlyt a nagy flottatengeralattjárók és a partok közelében hajózó búvárhajók között.
Ez nem sikerült igazán, ugyanis – a kisteljesítményű motorok miatt – a Dolphin is lassú volt, nem tudott a nagy hajóegységekkel együtt haladni. Viszont alkalmasnak bizonyult a konvojok kísérésére a Csendes-óceánon. A háború alatt három járőrutat tett. Később kiképzési célokra használták Hawaiin, majd New Londonnál, végül 1945 októberében leselejtezték, és egy év múlva ócskavasként eladták.

## V–8, V–9
Még a V–5 és a V–6 befejezése előtt a haditengerészet egyre inkább a kisebb, az 1200 tonnás, első világháborús német U–135-ösre hajazó tengeralattjárók felé fordult. Miután az 1930-as haditengerészeti egyezmény maximálta az építhető búvárhajók nagyságát, még nagyobb lett az igény a kisebb hajókra. Ebben a szellemben épült meg 1933-ban a V–8, későbbi nevén a Cachalot és a V–9, a leendő Cuttlefish. A két hajó alig volt 80 méternél hosszabb, felszíni vízkiszorításuk 1130 tonna volt. Két 1145 kilowattos dízelmotor volt a fő meghajtójuk. Méretük azonban jelentősen behatárolta sebességüket, hatósugarukat és fegyverzetüket.  A felszínen úszva elérték a 17 csomós sebességet. A két hajó mindössze néhány járőrutat tett a háború alatt, szolgálatukat kiképzőhajóként fejezték be 1945 októberében. A Cuttlefish érdekessége, hogy nem haditengerészeti, hanem magánkézben lévő gyárban épült. Az amerikai tengeralattjárók közül erre szereltek fel először légkondicionálót.

## Összesítés
| V–osztályú tengeralattjárók | V–osztályú tengeralattjárók | V–osztályú tengeralattjárók | V–osztályú tengeralattjárók | V–osztályú tengeralattjárók      | V–osztályú tengeralattjárók |
| Első név és azonosító       | Későbbi név és azonosító    | Szolgálat kezdete           | Szolgálat vége              | Sorsa                            | Fényképe                    |
| --------------------------- | --------------------------- | --------------------------- | --------------------------- | -------------------------------- | --------------------------- |
| V-1 (SF-4)                  | Barracuda (SS-163)          | 1924. október 1.            | 1945. március 3.            | Beolvasztották                   |                             |
| V-2 (SF-5)                  | Bass (SS-164)               | 1925. szeptember 26.        | 1945. március 3.            | Roncsként elsüllyesztették       |                             |
| V-3 (SF-6)                  | Bonita (SS-165)             | 1926. május 22.             | 1945. március 3.            | Beolvasztották                   |                             |
| V-4 (SF-7)                  | Argonaut (SS-165)           | 1928. április 2.            | 1943. január 10.            | Japán hadihajók elsüllyesztették |                             |
| V-5 (SF-8/SC-1)             | Narwhal (SS-167)            | 1930. május 15.             | 1945. április 23.           | Beolvasztották                   |                             |
| V-6 (SF-9/SC-2)             | Nautilus (SS-168)           | 1930. július 1.             | 1945. június 30.            | Beolvasztották                   |                             |
| V-7 (SF-10/SC-3)            | Dolphin (SS-169)            | 1932. június 1.             | 1945. október 2.            | Beolvasztották                   |                             |
| V-8 (SC-4)                  | Cachalot (SS-170)           | 1933. december 1.           | 1945. október 17.           | Beolvasztották                   |                             |
| V-9 (SC-5)                  | Cuttlefish (SS-171)         | 1934. június 8.             | 1945. október 24.           | Beolvasztották                   |                             |